# 基輔纜車
基輔纜車（羅馬化：Kyivskyi funikuler）是烏克蘭首都基輔的一個往复式地面缆车系统，連接基輔舊城和波迪爾區。基輔纜車修建於1902年至1905年，在1905年5月20日通車。修建耗資約23萬盧布。2006年9月25日開始，由於進行大修，基輔纜車一度關閉。

## 外部連結

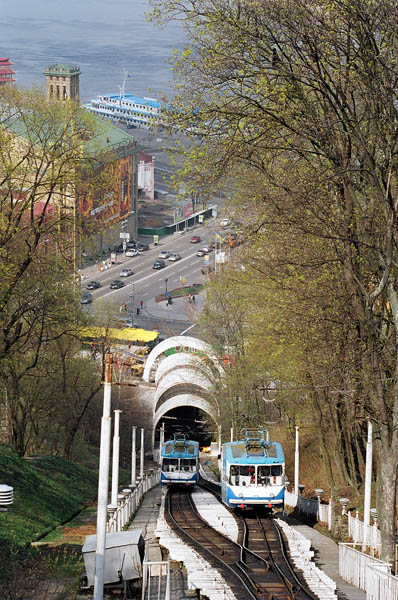

- Київський фунікулер （页面存档备份，存于） in Wiki-Encyclopedia Kyiv （页面存档备份，存于） （乌克兰語）
- Photos of Kiev Funicular （页面存档备份，存于） （英文）

50°27′28″N 30°31′25″E / 50.45778°N 30.52361°E